# Servicio (economía)

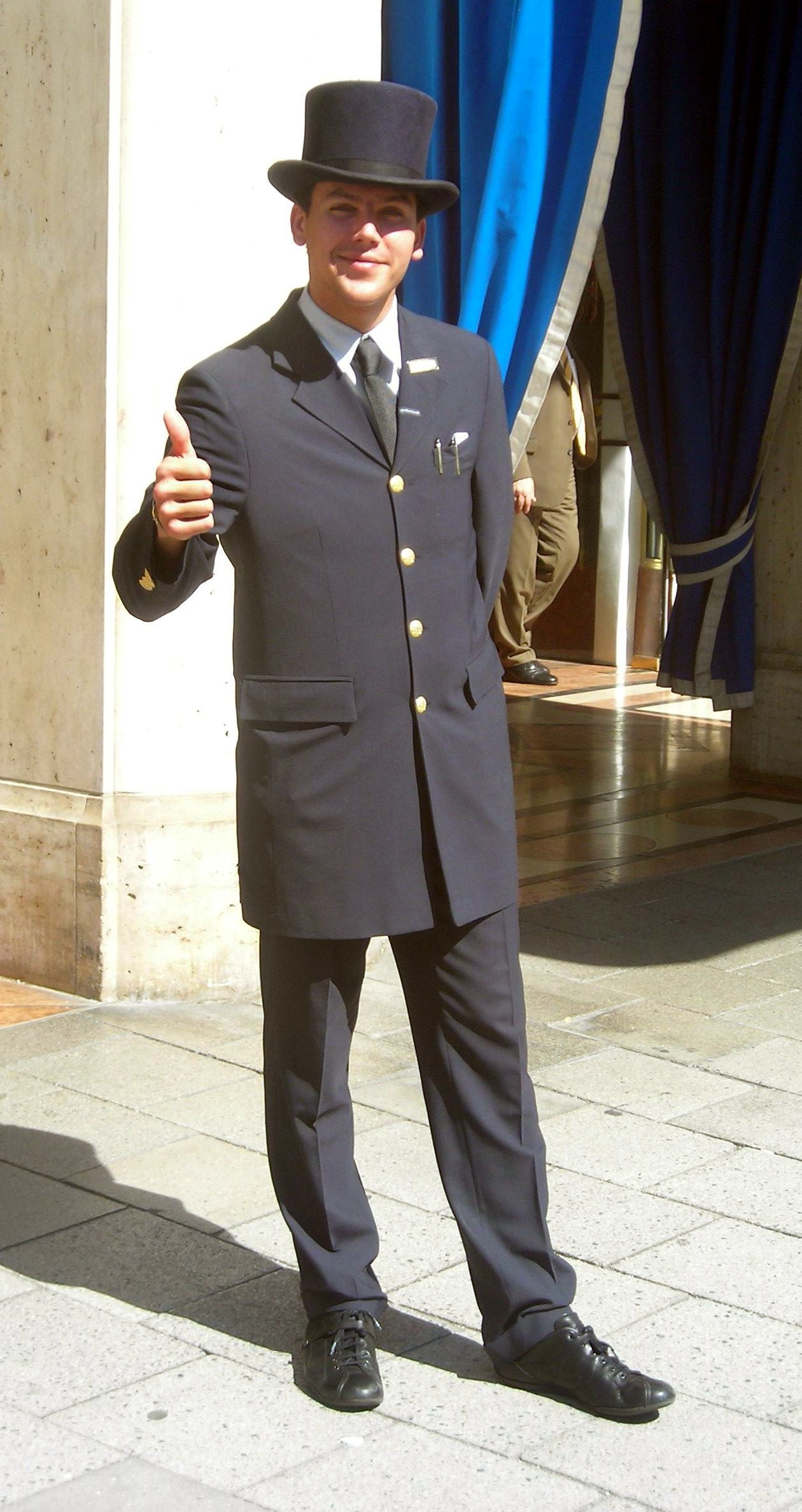
El botones o mozo de equipaje en los hoteles, es uno de los tantos ejemplos de servicios que podrían mencionarse.

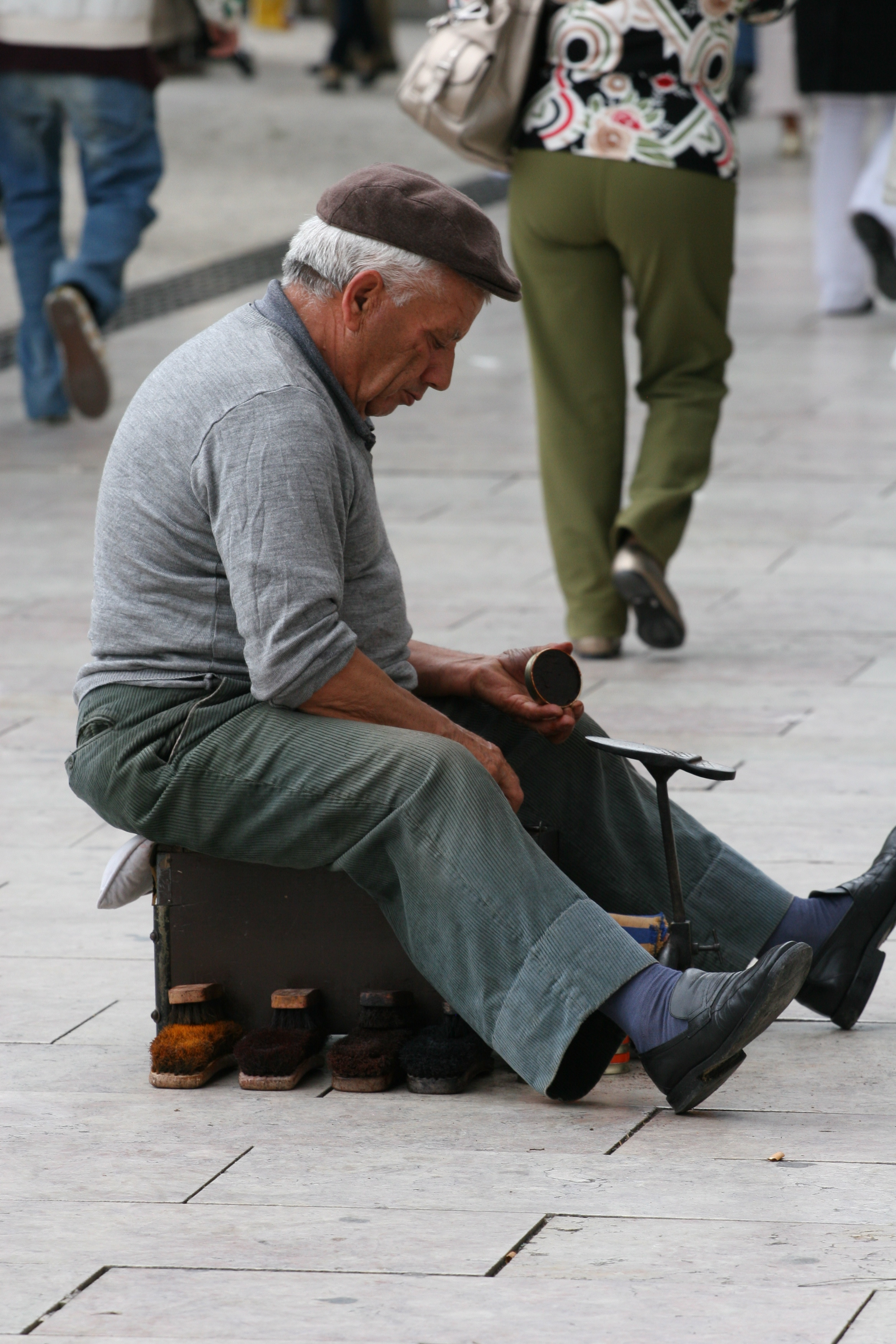
El limpiabotas ejemplifica otra forma de servicio.

Un servicio es un conjunto de actividades que buscan satisfacer las necesidades de un cliente. Ejemplos de servicios incluyen el trabajo realizado por barberos, médicos, abogados, mecánicos, bancos, compañías de seguros, etc. Los servicios públicos incluyen una diversidad de actividades desempeñadas por un gran número de personas (funcionarios, empleados) e instituciones que trabajan para el estado; entre estos pueden estar los servicios de: electricidad, agua potable, limpieza, teléfono, telégrafo, correo, transporte, educación, internet, sanidad, asistencia social, etc.  Lo servicios son el equivalente no material de un bien. Un servicio se diferencia de un bien en que el primero se consume y se desgasta mientras que el segundo se mantiene perdurable, en general, durante más tiempo.
Al proveer algún nivel de habilidad, ingenio y experiencia, los proveedores de un servicio participan en una economía sin las restricciones de llevar inventario pesado o preocuparse por voluminosas materias primas. Por otro lado, requiere constante inversión en mercadotecnia, capacitaciones y actualización de cara a la competencia, la cual tiene igualmente pocas r
Los proveedores de servicios componen el sector terciario de la industria.

## Clasificación de los servicios
Hay diversas maneras de clasificar los servicios. Una de ellas es clasificándola en servicios públicos y privados.

### Servicios públicos y privados
- Servicio público: Prestaciones reservadas en cada Estado a la órbita de las administraciones públicas y que tienen como finalidad ayudar a las personas que lo necesiten, por ejemplo, hospitales, empresas postales, etc.
- Servicio privado: Aquel servicio que entrega una empresa privada y que sirve para satisfacer intereses o necesidades particulares de las personas con fin de lucro, por ejemplo, empresas de comunicaciones, gas y luz.

### Por tipología
- Servicios de mantenimiento: Son aquellos que ofrecen mantener bajo un método preventivo los artículos que requieren su cuidado, p. ej., los televisores, las enceradoras, las bicicletas o a nivel industrial como las máquinas de uso diario, camiones, automóviles, motocicletas, patines, patinetas, etc.
- Servicios a domicilio: Son aquellos que el cliente utiliza sin moverse de su hogar contratando por medio de vía telefónica o Internet, servicios o alimentos como pizza, hamburguesas, etc.
- Servicios de alquiler: Son aquellos que la persona contrata para satisfacer una necesidad momentánea o por algún tiempo, por ejemplo: arriendo de casa, arriendo de automóviles, alquiler de parcelas o fincas, etc.
- Servicios de talleres: Son los servicios que ofrecen personas individuales en el cuidado del mantenimiento y reparación de algún artículo de necesidad. Normalmente funcionan dentro de un taller, para carros, motos, etc.

## Clasificación de Christopher Lovelock
El británico Christopher Lovelock (1940 - 2008) distingue cuatro amplias categorías de servicios. Los diferencia por un lado por la naturaleza del servicio: la acción concreta y tangible de un fisioterapeuta o un peluquero que físicamente hace algo o la acción psicológica, intelectual, inmaterial, de un profesor, un psicoterapeuta o un contable colegiado; y por otra parte, por el objeto del servicio, al que se refiere: personas (su cuerpo o su mente) o cosas (tangibles o intangibles como los números). Esto da una matriz con cuatro componentes:
- servicios concretos prestados a las personas: peluquerías, transporte de viajeros, atención médica y quirúrgica, etc.;
- servicios concretos relacionados con las cosas: transporte de mercancías, tintorería, reparación de automóviles, averías domésticas o profesionales (ascensor, etc.);
- servicios abstractos que abordan la inteligencia o el significado: educación, entretenimiento;
- servicios relacionados con entidades digitales intangibles: cuenta bancaria, crédito, seguro.

|                      | Personas                                                               | Mercancías                                         |
| -------------------- | ---------------------------------------------------------------------- | -------------------------------------------------- |
| Acciones concretas   | Transporte aéreo, transporte ferroviario, crucero, salud, turismo. . . | Lavanderías, reparación de automóviles, venta. . . |
| Acciones intangibles | Educación, formación, publicidad, entretenimiento. . .                 | Auditoria contable, seguros, créditos. . .         |

## Características de los servicios
Las características que poseen los servicios y que los distinguen de los bienes son:
- Intangibilidad: esta es la característica más básica de los servicios, consiste en que estos no pueden verse, probarse, sentirse, oírse ni olerse antes de la compra. Esta característica dificulta una serie de acciones que pudieran ser deseables de hacer: los servicios no se pueden inventariar ni patentar, ser explicados o representados fácilmente, etc., o incluso medir su calidad antes de la prestación.
- Heterogeneidad (o variabilidad): dos servicios similares nunca serán idénticos o iguales. Esto por varios motivos: las entregas de un mismo servicio son realizadas por personas a personas, en momentos y lugares distintos. Cambiando uno solo de estos factores el servicio ya no es el mismo, incluso cambiando sólo el estado de ánimo de la persona que entrega o la que recibe el servicio. Por esto es necesario prestar atención a las personas que prestarán los servicios a nombre de la empresa.
- Inseparabilidad: en los servicios la producción y el consumo son parcial o totalmente simultáneos. A estas funciones muchas veces se puede agregar la función de venta. Esta inseparabilidad también se da con la persona que presta el servicio.
- Perecibilidad: los servicios no se pueden almacenar, por la simultaneidad entre producción y consumo. La principal consecuencia de esto es que un servicio no prestado, no se puede realizar en otro momento, por ejemplo un vuelo con un asiento vacío en un vuelo comercial.
- Ausencia de propiedad: los compradores de servicios adquieren un derecho a recibir una prestación, uso, acceso o arriendo de algo, pero no su propiedad. Después de la prestación solo existen como experiencias vividas.

## Principios del servicio
Para llevar a cabo un servicio son necesarias las bases fundamentales, es decir, los principios del servicio, los cuales pueden servir de guía para adiestrar o capacitar a los empleados encargados de esta vital actividad económica, así como proporcionar orientación de cómo mejorar. Los principios del servicio se dividen en principios básicos del servicio y principios del servicio al cliente.

### Principios básicos del servicio
Los principios básicos del servicio son la filosofía subyacente de este, que sirven para entenderlo y, a su vez, aplicarlo de la mejor manera para el aprovechamiento de sus beneficios por la empresa. [cita requerida]
1. Actitud de servicio: Convicción íntima de que es un honor servir.
2. Satisfacción del usuario: Intención de vender satisfacción más que productos.
3. Dado el carácter transitorio, inmediatista y variable de los servicios, se requiere una actitud positiva, dinámica y abierta: esto es, la filosofía de “todo problema tiene una solución”, si se sabe buscar.
4. Toda la actividad se sustenta sobre bases éticas: es inmoral cobrar cuando no se ha dado nada ni se va a dar.
5. El buen servidor es quien se encuentra satisfecho dentro de la empresa, situación que lo estimula a servir con gusto a los clientes: no se puede esperar buenos servicios de quien se siente esclavizado, frustrado, explotado y respira hostilidad contra la propia empresa.
6. Tratando de instituciones de autoridad, se plantea una continuidad que va desde el polo autoritario (el poder) hacia el polo democrático (el servicio): en el polo autoritario hay siempre el riesgo de la prepotencia y del mal servicio. Cuanto más nos alejemos del primer polo, mejor estaremos.

### Principios del servicio al cliente
Existen varios principios que se deben seguir al llevar a cabo el servicio al cliente, estos pueden facilitar la visión que se tiene acerca del aspecto más importante del servicio al cliente.[cita requerida]
1. Hacer de la calidad un hábito y un marco de referencia.
2. Establecer las especificaciones de los productos y servicios de común acuerdo con todo el personal y con los clientes y proveedores.
3. Sistemas, no sonrisas. Decir “por favor”, "corazón" y “gracias” no le garantiza que el trabajo resulte bien a la primera. En cambio los sistemas sí le garantizan eso.
4. Anticipar y satisfacer consistentemente las necesidades de los clientes.
5. Dar libertad de acción a todos los empleados que tengan trato con los clientes, es decir, autoridad para atender sus quejas.
6. Preguntar a los clientes lo que quieren y dárselo una y otra vez, para hacerlos volver.
7. Los clientes siempre esperan el cumplimiento de su palabra. Prometer menos, dar más.
8. Mostrar respeto por las personas y ser atentos con ellas.
9. Reconocer en forma explícita todo esfuerzo de implantación de una cultura de calidad. Remunerar a sus empleados como si fueran sus socios incentivos.
10. Investigar quiénes son los mejores y cómo hacen las cosas, para apropiarse de sus sistemas, para después mejorarlos.
11. Alentar a los clientes a que digan todo aquello que no les guste, así como manifiesten lo que sí les agrada.
12. No dejar esperando al cliente por su servicio, porque todo lo demás pasará desapercibido por él, ya que estará molesto e indispuesto a cualquier sugerencia o aclaración, sin importar lo relevante que ésta sea.
13. Dar un buen servicio al cliente para que los vuelva a utilizar.

## Tipos de servicio
La siguiente es una lista de industrias de servicios, agrupadas en sectores. [cita requerida] Las anotaciones entre paréntesis indican cómo determinadas ocupaciones y organizaciones pueden considerarse industrias de servicios en la medida en que prestan un servicio intangible, en contraposición a un bien tangible.
- Funciones empresariales (que se aplican a todas las organizaciones en general)
  - Consultoría
  - Atención al cliente
  - Recursos humanos administradores (que prestan servicios como asegurarse de que se paga a los empleados con exactitud)
- Servicios de limpieza, patronato, reparación y mantenimiento
  - Jardineros
  - Conserjes (que prestan servicios de limpieza)
  - Mecánicos
- Construcción
  - Carpintería
  - Electricistas (que ofrecen el servicio de hacer que el cableado funcione correctamente)
  - Fontanería
- Atención a la muerte
  - Médicos forenses (que ofrecen el servicio de identificar cadáveres y determinar la hora y la causa de la muerte)
  - Funerarias (que preparan los cadáveres para su exposición pública, incineración o enterramiento)
- Resolución de litigios y servicios de prevención
  - Arbitraje
  - Tribunales de ley (que realizan el servicio de resolución de conflictos respaldados por el poder del state)
  - Diplomacia
  - Encarcelamiento (presta el servicio de mantener a los delincuentes fuera de la sociedad)
  - Aplicación de la ley (presta el servicio de identificar y detener a los delincuentes)
  - Abogados (que prestan los servicios de defensa y toma de decisiones en muchos procesos de resolución y prevención de conflictos)
  - Mediación
  - Militar (realiza el servicio de protección de los estados en disputas con otros estados)
  - Negociación (no es realmente un servicio a menos que alguien esté negociando en nombre de otro)
- Educación (instituciones que ofrecen los servicios de enseñanza y acceso a la información)
  - Biblioteca
  - Museo
  - Escuela
- Entretenimiento (cuando se ofrece en directo o dentro de una instalación altamente especializada)
  - Juego
  - Cines (prestación del servicio de proyección de una película en pantalla grande)
  - Producciones de artes escénicas
  - Deporte
  - Televisión
- Cuidado de tejidos
  - Limpieza en seco
  - Lavandería
- Servicios financieros
  - Contabilidad
  - Bancos y sociedad de crédito hipotecario (ofrecen servicios de préstamo y custodia de dinero y objetos de valor)
  - Inmobiliaria
  - Corredores de bolsa
  - Servicios fiscales
  - Valoración
- Restauración
- Atención sanitaria (todas las profesiones sanitarias prestan servicios)
- Hostelería
- Servicios de información
  - Servicios de bases de datos
  - Procesamiento de datos
  - Interpretación
  - Traducción
- Logística
  - Transporte
  - Almacenamiento
  - Gestión de existencias
  - Embalaje
- Aseo personal
  - Depilación corporal
  - Higienista dental
  - Peluquería
  - Manicurista / pedicura
- Servicio público
  - Energía eléctrica
  - Gas natural
  - Telecomunicaciones
  - Gestión de residuos
  - Industria del agua
- Gestión de riesgos
  - Seguros
  - Seguridad
- Servicios sociales
  - Trabajo social
  - Cuidado de niños
  - Cuidado de ancianos

## Calidad establecida en la serie de normas ISO 9000
Un servicio tiene como resultado llevar a cabo al menos una actividad en la interfaz entre el proveedor y el cliente, donde el servicio generalmente es intangible. La prestación de un servicio puede implicar:
- una actividad realizada sobre un producto tangible suministrado por el cliente (por ejemplo, reparación de un automóvil);
- una actividad realizada sobre un producto intangible suministrado por el cliente (por ejemplo, la declaración de ingresos necesaria para preparar la devolución de los impuestos);
- la entrega de un producto intangible (por ejemplo, la entrega de información en el contexto de la transmisión de conocimiento);
- la creación de una ambientación para el cliente o consumidor (por ejemplo, en hoteles y restaurante).

## Gestión de la producción de servicios
La producción de servicios se ha convertido en la principal actividad productiva en las economías desarrolladas. Se caracteriza por una particular gestión de la producción, que es inmaterial, por tanto no almacenable y que combina simultáneamente consumo y producción. Generalmente esto implica la participación del cliente en la producción. Las particularidades del análisis de valor, la precariedad de la innovación en servicios, la clásica división de la producción en front office (en interacción con el cliente) y back office (en ausencia del cliente) requieren métodos y herramientas diferentes a la producción industrial.
El sector de servicios se denomina también sector terciario. Este sector produce servicios y es parte de la economía. Se encuentra entre los tres sectores económicos definidos en la contabilidad nacional de algunos países como Francia, y de hecho se define por la complementariedad con las actividades agrícolas e industriales (sectores primario y secundario respectivamente).
El sector terciario está compuesto por:
- sector terciario principalmente comercial (comercio, transporte, actividades financieras, servicios a empresas, servicios a particulares, alojamiento y restauración, sector inmobiliario, información y comunicación);
- terciario no comercial, principalmente terciario sin ánimo de lucro (administración pública, educación, salud humana, acción social).

En los países desarrollados, es con diferencia el sector más grande en términos de número de trabajadores empleados. En 2012, el sector terciario representaba casi el 60% de la economía mundial.
La "terciarización" de la economía plantea problemas estadísticos, conceptuales y metodológicos: probablemente sea necesario revisar las nociones de volumen, calidad y productividad del trabajo en el "sector terciario moderno". El objetivo de futuros estudios será también examinar si los tres criterios de homogeneidad (parte creciente del empleo, relativa insensibilidad a las crisis económicas y, sobre todo, escaso progreso técnico) se respetan hoy en día que representa una parte muy importante de la economía de países desarrollados.